# Agència Valenciana de Salut
L'Agència Valenciana de Salut, abans Servei Valencià de Salut, fou un organisme autònom de la Generalitat Valenciana, de caràcter administratiu i adscrit a la Conselleria de Sanitat. El 31 de desembre de 2013 va ser suprimida i les seues funcions van ser assumides per la Conselleria competent en matèria de sanitat.
L'Agència Valenciana de Salut portava a terme la gestió i administració del sistema valencià de salut i de la prestació sanitària del País Valencià.

## Departaments de Salut
El sistema sanitari valencià s'ordena en departaments de salut, que equivalen a les àrees de salut previstes en la Llei General de Sanitat. Els departaments de salut són les estructures fonamentals del sistema sanitari valencià, sent les demarcacions geogràfiques en les quals queda dividit el territori del País als efectes sanitaris.
- Àrea 01 Departament 01. Vinaròs
- Àrea 02 Departament 02. Castelló
- Àrea 02 Departament 03. La Plana
- Àrea 03 Departament 04. Sagunt
- Àrea 04 Departament 05. València - Clínic
- Àrea 05 Departament 06. València - Arnau de Vilanova
- Àrea 06 Departament 07. València - La Fe
- Àrea 07 Departament 08. Requena
- Àrea 08 Departament 09. C.I. Juan Llorens - Torrent - Aldaia
- Àrea 09 Departament 10. València - Doctor Peset
- Àrea 10 Departament 11. La Ribera
- Àrea 11 Departament 12. Gandia
- Àrea 12 Departament 13. Dénia
- Àrea 13 Departament 14. Xàtiva - Ontinyent
- Àrea 14 Departament 15. Alcoi
- Àrea 15 Departament 16. La Vila Joiosa
- Àrea 16 Departament 17. Alacant - Sant Joan d'Alacant
- Àrea 17 Departament 18. Elda
- Àrea 18 Departament 19. Alacant
- Àrea 19 Departament 20. Elx
- Àrea 20 Departament 21. Oriola
- Àrea 20 Departament 22. Torrevella

En cada departament de salut es garantirà una adequada ordenació de l'assistència primària i la seva coordinació amb l'atenció especialitzada, de manera que es possibiliti la màxima eficiència en la ubicació i ús dels recursos, així com l'establiment de les condicions estratègiques.
El gerent del Departament de Salut és l'encarregat de la direcció i gestió dels recursos del Departament, tant d'Atenció Primària com Assistència Especialitzada i Socio-sanitària.
Segons Llei 3/2003, de 6 de febrer, de la Generalitat, d'Ordenació Sanitària de la Comunitat Valenciana.